# Pan Yuliang
Pan Yuliang (caratteri cinesi: 潘玉良; 14 giugno 1899 – 22 luglio 1977) è stata un'artista e pittrice cinese, nata con il nome di Zhang Yuliang.

## Biografia
Venduta da ragazzina a un bordello dopo la morte dei genitori, fu cresciuta ed addestrata per divenire una prostituta. Mentre lavorava nel bordello, attirò l'attenzione di un ufficiale benestante di nome Pan Zanhua, il quale comprò la sua libertà e la sposò come seconda moglie.
Durante la vita matrimoniale, l'allora giovane donna iniziò a dipingere professionalmente, fino ad arrivare ad avere la possibilità di andare a studiare arte a Parigi, dove ottenne successo di critica. L'artista si recò anche a Roma, dove nel 1927 frequentò i corsi di pittura di Umberto Coromaldi all'Accademia di Belle Arti: lì il pittore le fece due ritratti, uno dei quali recentemente individuato dallo storico dell'arte Manuel Carrera. I suoi dipinti di modelli e modelle nudi, tuttavia, violavano le norme culturali della Cina dell'epoca, creando non poche controversie. Tornata a Shanghai dopo gli studi in Francia, per poter continuare a lavorare fu indirettamente forzata a tornare nel paese europeo. Vi rimase fino alla sua morte, avvenuta nel 1977. La sua tomba si trova ora al cimitero di Montparnasse, nella capitale francese.

## Riferimenti
La storia della sua vita ha anche ispirato diverse opere, tra cui un film cinese intitolato Hua Hun (in italiano semplicemente Pan Yuliang), pubblicato nel 1995 con Gong Li come attrice protagonista e basato vagamente sulla storia dell'artista. Inoltre, la scrittrice statunitense Jennifer Cody Epstein ha scritto un romanzo, La pittrice di Shanghai (NY: Norton, 2008), basato interamente sulla sua vita.